# Галовани
Галовани (слч. Galovany) насељено је мјесто са административним статусом сеоске општине (слч. obec) у округу Липтовски Микулаш, у Жилинском крају, Словачка Република.

## Становништво
| Година:    | 1994. | 2004.    | 2014.   | 2024.    |
| ---------- | ----- | -------- | ------- | -------- |
| Број људи: | 231   | 281      | 278     | 315      |
| Разлика:   |       | +21,64 % | -1,06 % | +13,30 % |

| Година:    | 2023. | 2024.   |
| ---------- | ----- | ------- |
| Број људи: | 320   | 315     |
| Разлика:   |       | -1,56 % |

Према подацима о броју становника из 2011. године насеље је имало 272 становника.